# Alba (película)
Alba es una película ecuatoriana de 2016 dirigida por Ana Cristina Barragán. Este filme representó a Ecuador en los premios Óscar, aunque no fue nominada por la Academia, y ganó diversos premios en Europa.

## Argumento
Alba tiene once años. Pasa la mayor parte de su tiempo en silencio y le gustan los animales diminutos. Ha aprendido a convivir con la enfermedad de su mamá, ayudarla a orinar por las noches y jugar en secreto para no despertarla.
Una noche, su mamá se pone mal y es internada en el hospital. Nadie puede hacerse cargo y envían a Alba a vivir con un papá a quien no ha visto desde que tenía 3 años.
La convivencia con su padre es casi insoportable. La vergüenza, su primer beso, las visitas a la madre en el hospital, la ternura de los intentos del padre por acercarse a ella y el bullying en el colegio son estímulos que marcan el camino de Alba hacia la entrada a la pubertad y a la aceptación de sí misma.

## Reconocimientos
Alba, ópera prima de Barragán, fue escogida por la Academia de las Artes Audiovisuales y Cinematográficas del Ecuador como representante del país al Óscar a la mejor película de habla no inglesa en la 90° edición, pero no pasó a la siguiente fase, de la lista corta de películas.
La película fue seleccionada durante su etapa de postproducción como una de las cinco mejores películas de Latinoamérica para ser presentada en el Festival de Cannes. También ganó el fondo Ibermedia. Se estrenó en la selección oficial del Festival de Cine de Róterdam 2016, donde ganó el premio Lions Award. Obtuvo el premio FIPRESCI y el Prix Rail D’Oc, Prix des Cheminots en el Festival de Cine Latinoamericano de Toulouse y recibió una mención especial en el premio Horizontes del Festival de San Sebastián. Durante el 2017 participó en más de 30 festivales alrededor del mundo.